# 荒井致徳
荒井 致徳（あらい よしのり、1940年 - 2018年11月29日〈78歳没〉）は、日本のアマチュア野球指導者。息子は元プロ野球選手の荒井修光。

## 経歴
成田高校から法政大学に進み、1962年から2年間成田高校の監督を務めた。1970年からは千葉県立我孫子高等学校硬式野球部監督に就任し、甲子園に2回出場。1991年の甲子園出場時には息子・荒井修光（1995年のドラフト会議で日本ハムファイターズから2位指名を受け入団、元新庄剛志専属広報、現同球団事業統轄本部コミュニティリレーション部ディレクター）との親子鷹出場で話題を呼んだ。1994年、中央学院高等学校硬式野球部監督に就任。1996年秋季千葉県大会優勝、1998年、エース安原政俊（後に1998年のドラフト会議で読売ジャイアンツから4位指名を受け入団）を擁して夏の甲子園東千葉大会ベスト4に進出。1999年秋季千葉県大会準優勝、2000年春季千葉県大会優勝、2002年夏の甲子園千葉県予選準優勝、2005年夏の甲子園千葉県予選ベスト8と、安定した成績を挙げ、中央学院を千葉県内屈指の強豪校に育て上げた。類まれな人格者として知られ、「生徒を信頼する」をモットーに独自の野球論で数々の名選手を育て上げた。しかし2006年6月、不祥事により学校を懲戒解雇された。
2018年11月29日、我孫子市内の自宅で死去。78歳没。
主な教え子には、前述した荒井・安原の他に、和田豊、藤崎大輔、押本健彦らがいる。